# Geschichte der Gitarre
Die Geschichte der Gitarre behandelt den Zeitraum vom ersten als ausreichend gesichert anzunehmenden Auftreten als „Gitarre“ identifizierbarer und benannter Musikinstrumente bis zur Gegenwart, sowie die Hypothesen zur Vor- und Frühgeschichte des Instruments, dessen Ursprünge in Kulturen des Altertums und der Antike vermutet werden.

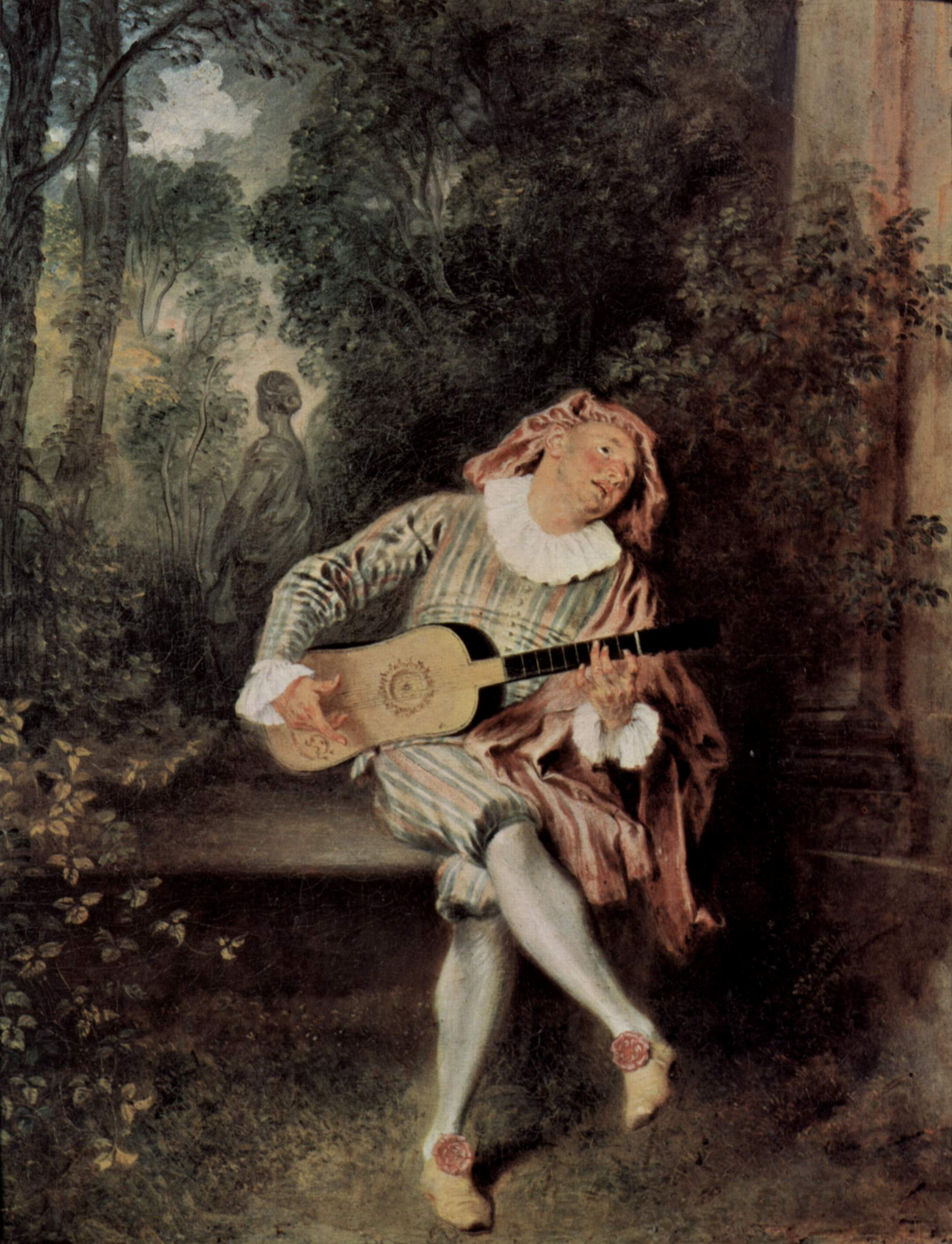
Barockgitarrespieler, Antoine Watteau

## Hypothesen zur Frühgeschichte der Gitarre

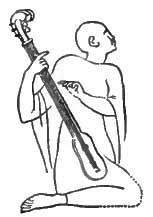
Altertümliche ägyptische Langhalslaute (zwischen 1700 und 1200 v. Chr.)

### Etymologie
Der Name Gitarre ist aus dem Spanischen entlehnt, wobei spanisch guitarra über maghrebinisch-arabisch قيثارة, DMG qīṯāra auf das altgriechische Wort κιθάρα (kithara) zurückgeht. Die kithara war jedoch keine Halslaute, sondern gehörte wie die lyra zu den Leiern der griechischen Antike.

### Vorgeschichte
Lauteninstrumente waren bereits vor 5000 Jahren in Gebrauch. Erste Instrumente dieser Art sind im Orient nachweisbar. Ein der europäischen Laute ähnliches Instrument ist bereits auf einem Relief aus dem Tempel des Hammurapi von Babylon (1792–1750 v. Chr.) zu finden. Ägyptische Zeichnungen zeigen Frauen, die Lauteninstrumente aus der Zeit der Pharaonen spielen.
Erste Vorgänger der Gitarre gelangten angeblich im 8. Jahrhundert nach Spanien und von dort ins übrige Europa.

### Mittelalter (Guitarra latina und Guitarra morisca)

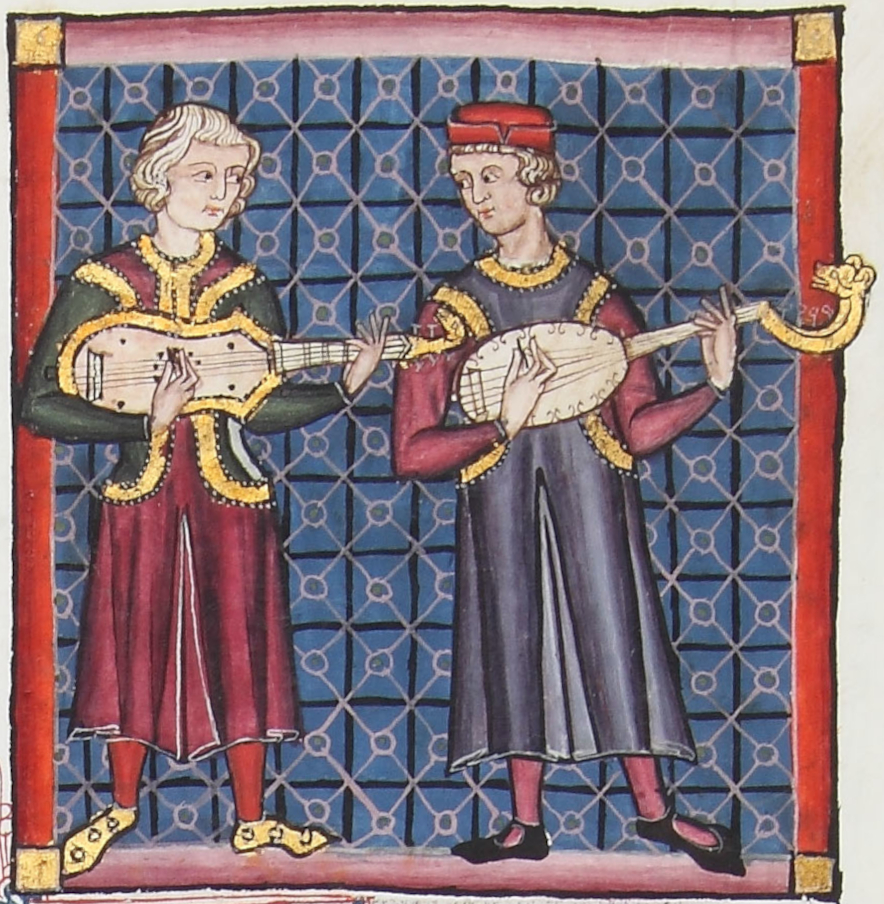
Hypothetische Guitarra latina (links) und Guitarra morisca (rechts), 13. Jahrhundert

Erste als Gitarre bezeichnete Instrumente sind seit dem 13. Jahrhundert nachweisbar.
Im 13. Jahrhundert finden sich in den Cantigas de Santa Maria Abbildungen von Instrumenten, von denen spätere Forscher annahmen, es könne sich hierbei um die im literarischen Werk des Dichters Juan Ruiz erwähnte Guitarra latina ‚latinische Gitarre‘ und die Guitarra morisca ‚maurische Gitarre‘ handeln. Um 1349 tauchten beide Instrumentenbezeichnungen als Guiterre latine und Guiterre moresche am Hof des Herzogs der Normandie auf. Weitere Autoren, welche die maurische Gitarre erwähnten, waren der Komponist Guillaume de Machaut (als [en-]morache) und um 1300 der Musiktheoretiker Johannes de Grocheo (als Guitarra saracenica).

## Die Gitarre im 16.Jahrhundert

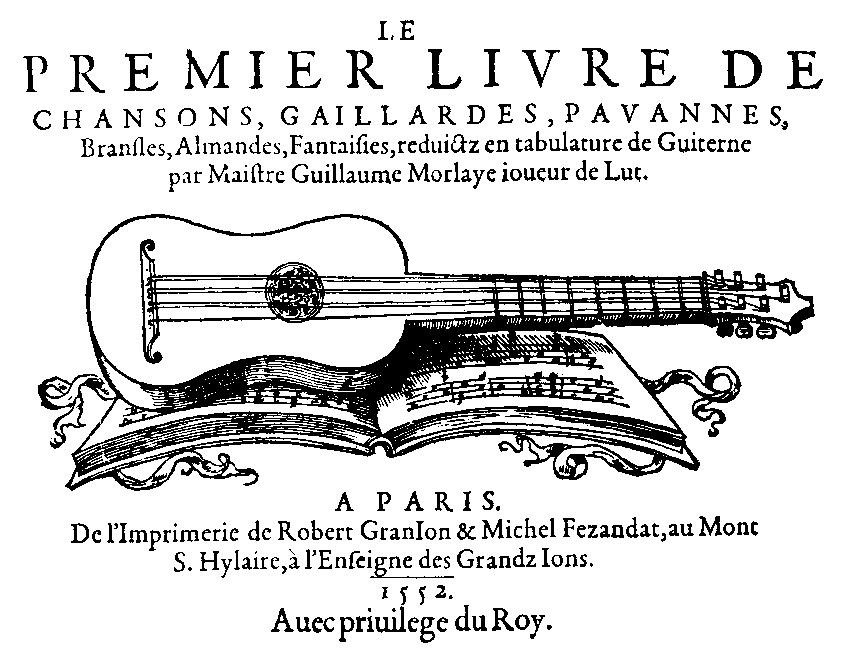
Vierchörige Gitarre des 16. Jahrhunderts

Die spanische Vihuela gilt als unmittelbarer Vorgänger jenes Gitarrentyps, der in der modernen Literatur auch als „Renaissancegitarre“ bezeichnet wird. Sie hat einen schmalen, achtförmig geschweiften Korpus, einen flachen Boden, einen gitarretypischen Hals mit Bünden und eine Wirbelplatte. In Spanien bestanden im 16. Jahrhundert die Vihuela und die kleinere und für ein volkstümliches Repertoire genutzte, möglicherweise im 14. Jahrhundert aus der guitarra latina hervorgegangene, vierchörige Gitarre (guitarra de quarto órdenes) nebeneinander.
Die Gitarre hatte nach den Angaben des spanischen Musiktheoretikers Juan Bermudo in seinem 1555 erschienenen El libro llamodo declaracion de instrumentos musicales. Osuna 1555 meist vier Chöre (guitarra de quarto órdenes), seltener fünf (guitarra de cinco órdenes) oder gar sechs. Die im 16. Jahrhundert, vor allem in Frankreich benutzte Gitarre hatte anfänglich meist vier Saiten bzw. Chöre. Diese vierchörige spanische Gitarre hatte drei Doppelsaiten und eine einfache Saite und somit einen begrenzteren Umfang sowie in der Tabulatur-Literatur ein weniger anspruchsvolles Repertoire als die Laute und die auch „spanische Laute“ genannte (sechschörige) Vihuela, von der Bermudo schrieb, dass man, wolle man sie in eine (damals noch vierchörige) Gitarre verwandeln, ihr den ersten und sechsten Chor wegnehmen müsse. Der am aragonesischen Hof in Neapel wirkende franko-flämische Komponist und Musiktheoretiker Johannes Tinctoris vermutet in seiner Schrift De inventione et usu musicae aus dem Jahr 1484 den Ursprung der viersaitigen Gitarre in Katalonien. Die von ihm beschriebenen Instrumente gleichen jedoch noch eher einer Laute beziehungsweise der Guitarra morisca.
Die Musik des 16. und 17. Jahrhunderts ist zum großen Teil in Form von Tabulaturdrucken überliefert. Kompositionen (etwa intavolierte Lieder, Fantasien bzw. Ricercare und Villancicos) für die vierchörige Gitarre finden sich in Spanien 1546 bei Alonso Mudarra und 1554 bei Miguel de Fuenllana und zwischen 1551 und 1570 in französischen und italienischen Tabulaturausgaben von Robert Ballard und Adrian Le Roy, Melchior (de) Barberis (1549) und Pierre Phalèse.
Gitarren im deutschsprachigen Raum
Wie aus einer Beschreibung der Quinterna, einer fünfchörigen Gitarre, bei Michael Praetorius (1571–1621) in Syntagma musicum und aus einer Tabulatur von 1653 hervorgeht, waren gitarrenartige Instrumente auch im deutschsprachigen Raum bereits im 16. Jahrhundert bekannt. Ein ähnliches Instrument wie die Quinterna bei Praetorius zeigt auch die „Quinternspielerin“ in einer Holzschnittfolge der neun Musen von Tobias Stimmer. In Italien unterschied man im 17. Jahrhundert die chitarra von einer kleineren chitarriglia.

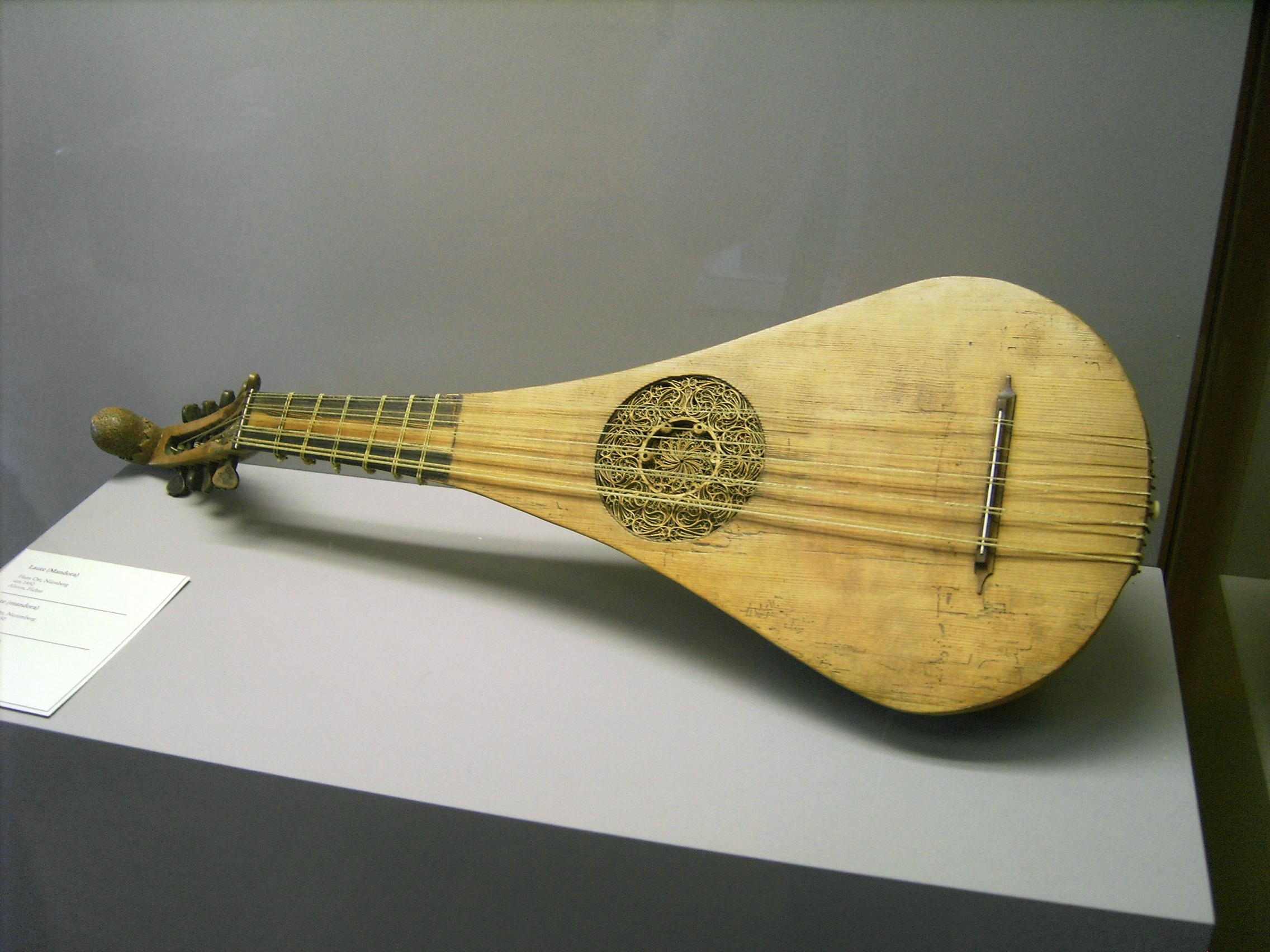
Quintern oder Gittern
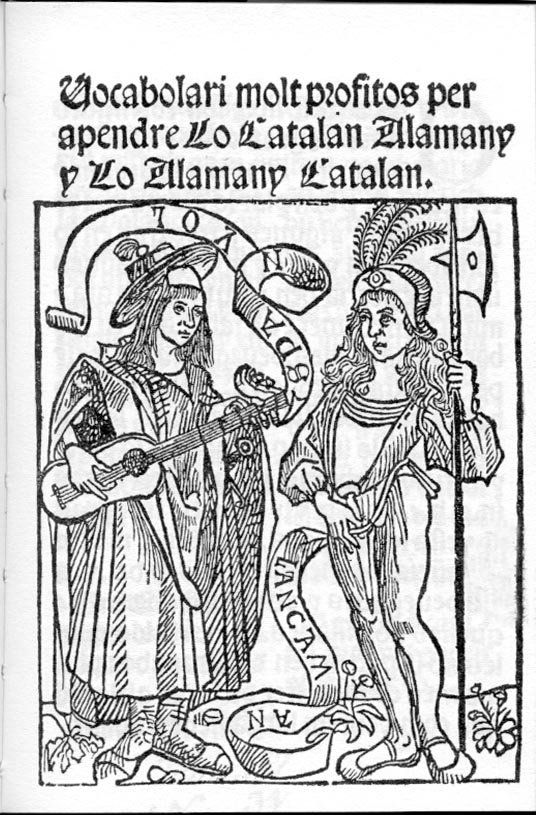
Vihuela, Valencia (um 1500)
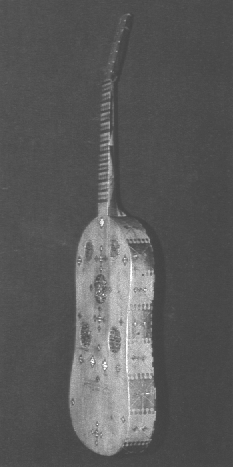
Spanische Vihuela, sechschörig
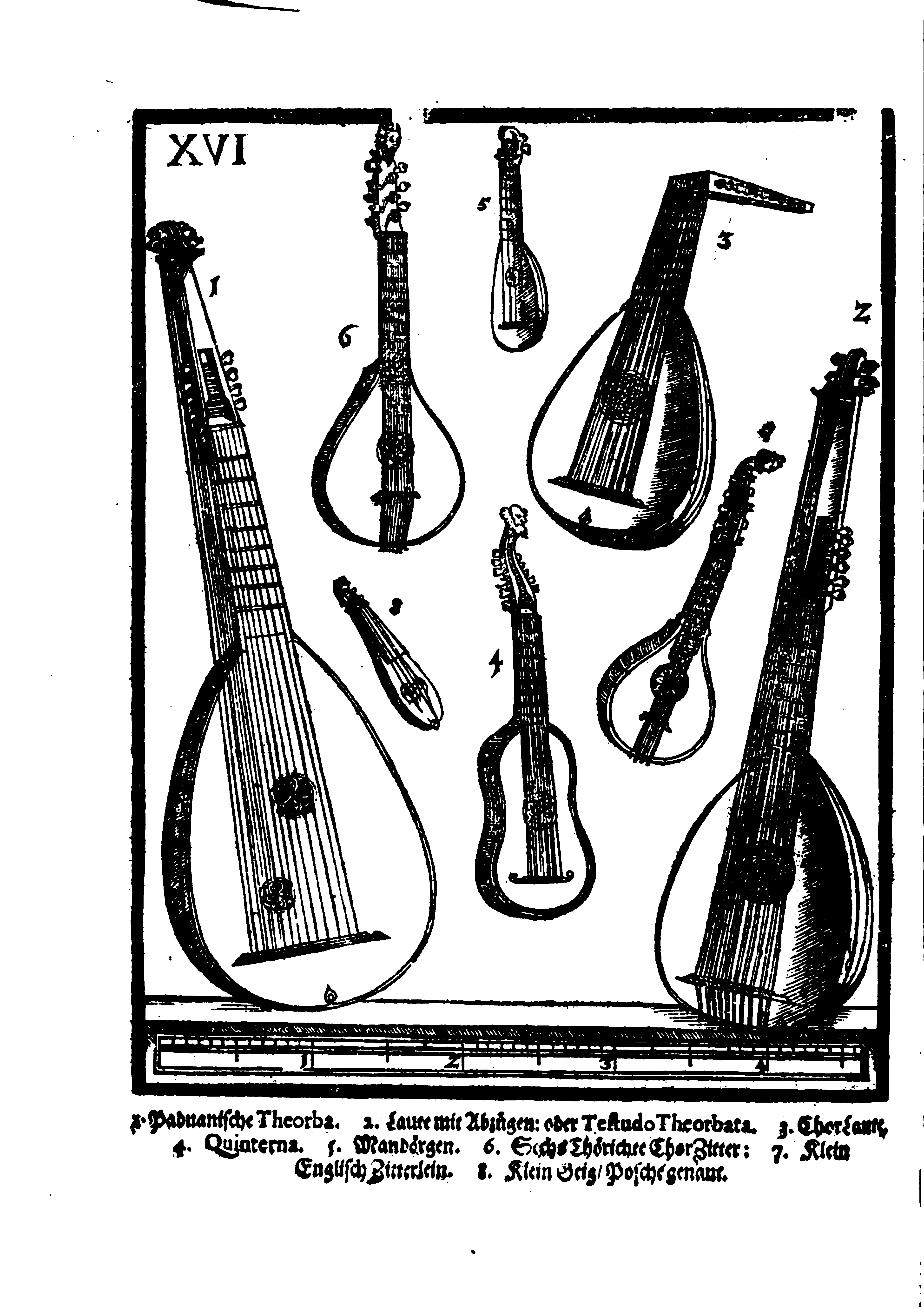
Aus Syntagma musicum, in der Mitte eine Quinterna

## Barock

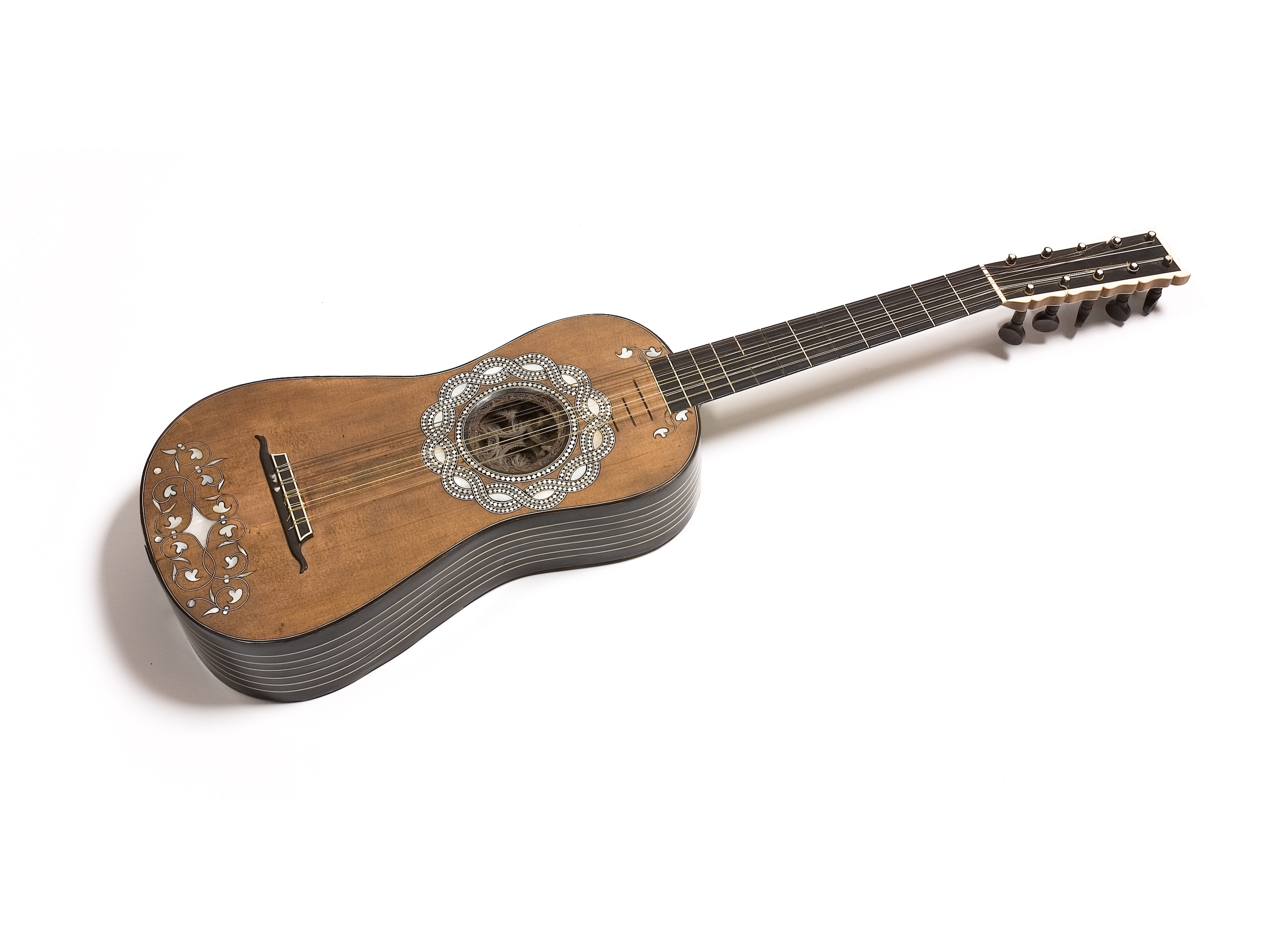
Fünfchörige Gitarre („Chitarra spagnuola“) der Barockzeit, Sellas (Venedig, um 1650)

Als in der Barockzeit die Gitarrenmusik unter Verwendung verschiedener rhythmischer Anschlagsarten (batteries) akkordbetonter wurde, gelangen nur bei der Guitarra die nötigen baulichen Anpassungen; die Vihuela starb aus. Auch diese Entwicklung vollzog sich auf spanischem Boden, und so wurde die Gitarre mit der Zeit als „Spanische Gitarre“ (spanisch guitarra española, italienisch chitarra [alla] spagnola oder chitarra spagnuola) bezeichnet – nun (laut Sanz und Doisi de Velasco durch Vicente Espinel in Madrid um die fünfte, höchste Saite ergänzt) fünfchörig (in Frankreich vierchörig) und im Gegensatz zur Vihuela mit nur einer Saite im ersten Chor.
Die ab der zweiten Hälfte des 16. Jahrhunderts bevorzugte fünfchörige (gelegentlich auch sechschörige) Gitarre, die unter anderem mit der Quart-Terz-Stimmung A-d-g-h-e' mit zwei Oktav- und zwei Einklangchören gestimmt wurde, gelangte im 17. Jahrhundert über Italien durch Francesco Corbetta nach Frankreich, wo sie am Hof von Ludwig XIV., wie auch am Hof von Karl II. in Spanien, ein beliebtes Musikinstrument wurde.
Im Verlauf der Barockzeit tendierte die Spielweise wieder von den batteries (spanisch rasgueado; italienisch battuto), dem Schlagen von Akkorden, zum kontrapunktischen und melodischen Spiel, dem punteado. Während dieser Zeit änderte sich die Besaitung der Gitarre ständig, da nun die Melodie, als tragendes Element, in den Vordergrund trat.
Am Ende des 18. Jahrhunderts kam es zu einer gegenseitigen Beeinflussung von Mandora und Gitarre, die den Weg zur modernen Ausgestaltung des Instruments vorbereitete. Die in der Barockzeit oftmals in einem reentrant tuning gestimmte Gitarre (zum Beispiel e' – h – g – d' – a) und die somit zum Melodiespiel auf den Basssaiten (mit Daumen) Gelegenheit gab, übernahm die sechste Saite und die Stimmung der Mandora (e' – h – g – d – A – G, später auch e' – h – g – d – A – E). Die Mandora dagegen übernahm von der Gitarre die inzwischen eingeführte Besaitung mit einzelnen Saiten statt Chören. Ein später Erbe dieser Entwicklung auf Seiten der Mandora war die sogenannte Gitarrenlaute, die durch die fehlende Doppelchörigkeit aber nicht die Möglichkeit des selektiven Spielens der in Oktaven gestimmten Doppelsaiten einer Gitarre der Barockzeit hat.
Die Gitarre als Begleit- und Soloinstrument
Im 17. und 18. Jahrhundert fand die Gitarre auch Verwendung als Generalbassinstrument. So gelehrt etwa 1674 von Gaspar Sanz, 1680 von Nicola Matteis und 1714 Santiago de Murcia.
Gitarrenkompositionen stammen von Giovanni Paolo Foscarini (1630), Girolamo Montesardo (Nuova inventione d’intavolatura […], Florenz 1606) und Robert de Visée sowie um 1674 Giovanni Battista Granata (um 1622 – 1687), ein Schüler von Francesco Corbetta, um 1694 Francisco Guerau (Lehrer von Santiago de Murcia), der flämische Komponist François Le Cocq, um 1677 Lucas Ruiz de Ribayaz (1630–1672), ein Nachahmer von Gaspar Sanz, um 1646 der Komponist und Herausgeber Carlo Calvi (um 1610 – nach 1646), um 1655 der in Bologna geborene Angelo Michele Bartolotti (um 1615 – 1681) und um 1692 Ludovico Roncalli. Zu den französischen Komponisten für die Gitarre der Barockzeit gehört auch François Campion (1705 und 1731). Auch der Böhme Johann Anton Losy von Losinthal war (um 1700) ein Vertreter der Gitarrenmusik dieser Zeit.
Der Spanier Gaspar Sanz verfasste bedeutende Lehrwerke für die Gitarre.

## Das 19.Jahrhundert
Ende des 18. Jahrhunderts wandelte sich die Spanische Gitarre, wie sie etwa von Antonio Stradivari in Cremona (zum Beispiel 1688) gebaut wurde, zur sechssaitigen (und einchörigen) Gitarre des 19. Jahrhunderts, mit einer robusteren und im Vergleich zu den Verzierungen der barocken Gitarre funktionaleren Bauweise und, ablesbar auch in der Gitarrenliteratur ab etwa 1750, Möglichkeiten zu einer differenzierten Tonbildung und gleichzeitig einem die tiefen Töne stärker als zuvor hervorhebenden sowie auch durch eine lineare Stimmung Akkordumkehrungen (vgl. auch Voicings) beim Strumming erst richtig hörbar machenden und sonoreren, der Musik der Romantik und des Impressionismus entsprechenden Klang. Für den Klang bedeutsam war auch der Einbau von Resonanzleisten, welche die Schwingungen auf den gesamten Körper übertrugen, wodurch die Töne lauter wurden und sogar den Einsatz der Gitarre in kleineren Orchestern ermöglichte. Zu den ersten Lehrwerke für die klassische Gitarre (mit sechs Saiten) gehörten die von Federico Moretti und das 1825 von Dionisio Aguado veröffentlichte.
Zentren der klassischen Gitarre waren hauptsächlich Wien und Paris. In Wien prägte Johann Georg Stauffer das Wiener Gitarrenmodell. Später als in diesen beiden Städten bildete sich in London ein weiteres Zentrum der Gitarre europäischen Ranges aus. Zu den international wirkenden Komponisten der Gitarre zählte auch der Geigenvirtuose Niccolò Paganini.
Bedeutende Komponisten für die sechssaitige Gitarre waren in Paris Fernando Sor, Ferdinando Carulli, Dionisio Aguado und Napoléon Coste sowie in Wien Mauro Giuliani und Johann Kaspar Mertz. Zu den bedeutendsten Gitarrenvirtuosen nach Giuliani zählte Giulio Regondi; er lebte die längste Zeit seines Lebens in London.
In den letzten Jahrzehnten des 19. Jahrhunderts verlagerte sich die Fortentwicklung der Gitarre wieder nach Spanien. Der Gitarrist Francisco Tárrega beschritt dort mit seiner Methodik zur Griff- und Anschlagtechniken neue Wege. Zur gleichen Zeit vervollkommnete der Gitarrenbauer Antonio de Torres die Gitarre in Form und Abmessungen, Anordnung der (fächerförmigen) Decken-Verleistung und mechanischen Details.

## Vom 20. Jahrhundert bis zur Gegenwart

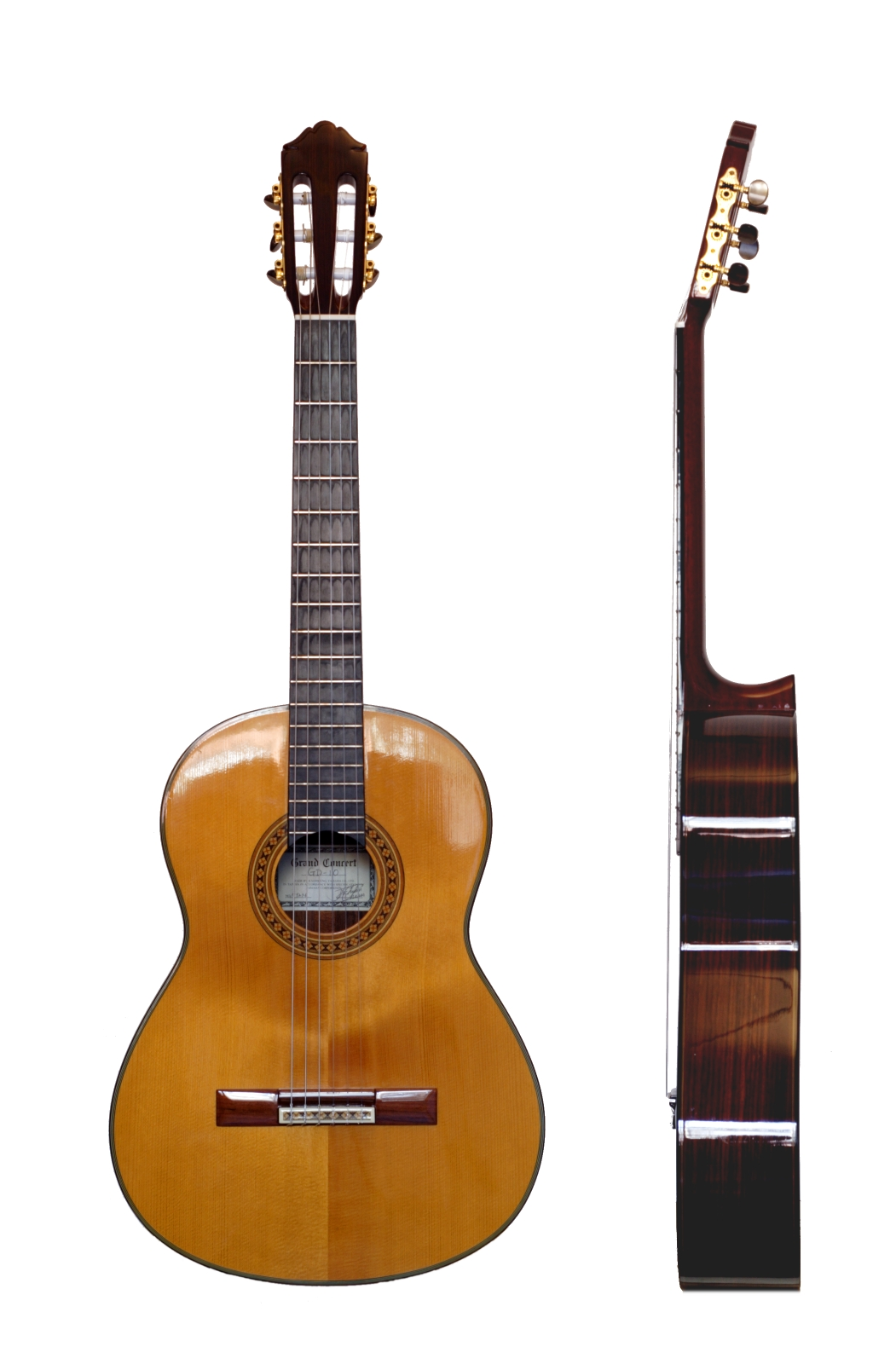
„Klassische Gitarre“ in moderner Bauweise

Die Torres-Gitarre aus dem 19. Jahrhundert ist bis heute die Grundlage einer jeden Konzertgitarre geblieben. Weiterentwicklungen, die heute Standard beim Bau moderner klassischer Konzertgitarren sind, entstanden auch noch in den ersten Jahrzehnten des 20. Jahrhunderts u. a. in der Zusammenarbeit zwischen den Gitarrenvirtuosen Miguel Llobet (1878–1938) und Andrés Segovia (1893–1987) mit den Gitarrenbauern Manuel Ramírez (1864–1916) und Hermann Hauser I (1882–1952).
Als bedeutende Gitarrenbauer des 20. Jahrhunderts gelten die Spanier Santos Hernandez (1870–1942), Domingo Esteso (1884–1937), Ignacio Fleta (1897–1977), Marcelo Barbero (1904–1956) und José Ramirez III (1922–1995), die deutschen Gitarrenbauer Hermann Hauser II (1911–1988) und Richard Jacob „Weißgerber“ (1877–1960) sowie die Franzosen Robert Bouchet (1898–1986) und Daniel Friederich (1932–2020).
Die verbreitete Bezeichnung Klassische Gitarre für die Spanische Gitarre wurde, abgesehen von russischen Veröffentlichungen zur Gitarre zwischen 1904 und 1915, erst nach 1946 durch die Zeitschrift Guitar Review eingeführt.

### Artikel
- Kathleen Schlesinger: Guitar. In: Encyclopædia Britannica. 11. Auflage. Band 12: Gichtel – Harmonium. London 1910, S. 703 (englisch, Volltext [Wikisource]).

### Zeitschriften
- Peter Päffgen (Hrsg.): Gitarre & Laute. Verlag Gitarre & Laute, Köln 1979 ff., ISSN 0172-9683.